# آدنوزین تری‌فسفات

آدنوز RNA است و از آن به عنوان کوآنزیم استفاده می‌شود.
نوکلئوزید تری فسفات متشکل از آدنین، که پایه نیتروژنی است، ریبوز، که یک پنتوز است، و گروهی از ۳ فسفات (آلفا، بتا و گاما) که در واکنش‌های متابولیک انرژی خواه (اندورگونیک) متعددی شرکت می‌کنند، یعنی واکنش‌هایی که نیاز به انرژی دارند.
در واقع ATP یک مولکول حامل انرژی برای تأمین نیاز انرژی داخل سلولی است که با شکستن یک پیوند هیدروژنی این انرژی آزاد می‌شود و یک مولکول فسفات آزاد و مولکول به شکل ADP یا ادنوزین دی فسفات تبدیل می‌شود. تمامی سلول‌ها به این نوع انرژی برای انجام واکنش‌های سلولی نیازمند هستند که این مولکول را از شکستن یک مولکول گلوکز بدست می آورند به عبارتی دیگر حامل انرژی یاحامل انرژی سلول نیز تعریف می‌شود زیرا نتیجه فرآیندهایی است که انرژی آزاد می‌کند و همان‌طور که در بالا ذکر شد ابزاری است که از طریق آن واکنش‌هایی در سلول انجام می‌شود که برای برآورده شدن نیاز به انرژی دارند.
ATP در کجا قرار دارد؟ تولید ATP در میتوکندری اتفاق می‌افتد.
فرمول آن C10H16N5O13P3 است.
بخشی از انرژی آزاد شده در طول تنفس در ATP ذخیره می‌شود. به‌طور دقیق تر، فسفوکراتین یک گروه فسفات را به ADP منتقل می‌کند و طبق واکنش، آن را به ATP، فسفوریلاسیون ADP تبدیل می‌کند:
ADP + Pi + E → ATP، که در آن Pi فسفات معدنی است.
در زمینه فرآیندهای تولید انرژی، میتوکندری نقش بسیار مهمی دارد.
ساختار ATP
مولکول ATP، آدنوزین تری فسفات، از موارد زیر تشکیل شده‌است:
یک مولکول آدنین
یک مولکول ریبوز که قندی با ۵ اتم کربن است
سه گروه فسفریک
ریبوز در مرکز مولکول ATP یافت می‌شود، از یک طرف آدنین و از طرف دیگر سه گروه فسفات را متصل می‌کند. گروه‌های فسفریک توسط دو پیوند پرانرژی به هم متصل می‌شوند.
ATP برای چیست؟
ATP در داخل سلول چه نقشی دارد؟
ATP تقریباً در تمام واکنش‌هایی که در سلول اتفاق می‌افتد و نیاز به انرژی دارند، شرکت می‌کند.
از جمله این واکنش‌ها و فرایندها عبارتند از:
انتقال فعال بین غشاهای پلاسما
انتقال تکانه‌های عصبی
انقباض عضلانی
تقسیم سلولی
سنتز RNA
علاوه بر این، انرژی تولید شده در طول تنفس سلولی در پیوندهای پرانرژی ATP ذخیره می‌شود، حدود ۳۸ مولکول ATP در هر مولکول گلوکز.
وقتی در مورد هیدرولیز ATP صحبت می‌کنیم به این معنی است که ATP از طریق یک واکنش هیدرولیز که در آن آنزیم ATPase شرکت می‌کند انرژی آزاد می‌کند. این انرژی بلافاصله برای انجام سایر فرآیندهای درون سلول استفاده می‌شود و برابر با حدود ۳۴ کیلوژول در هر مول است.
در واقع، پیوندهای شیمیایی بین گروه‌های فسفات دارای انرژی بالایی هستند و هنگامی که شکسته می‌شوند، با هیدرولیز، انرژی اساسی را برای فرآیندهای متعددی که در سلول انجام می‌شود آزاد می‌کنند.
از طریق هیدرولیز گونی ATP، نه تنها انرژی آزاد می‌شود، بلکه یک مولکول آدنوزین دی فسفات، ADP و یک گروه فسفات نیز تشکیل می‌شود. در حالی که هیدرولیز کل یک مولکول آدنوزین مونوفسفات و دو گروه فسفات تولید می‌کند.

## تولید ATP در اثر تخمیر
عمل تخمیر بر اثر شکستن مولکول‌های آلی (ترکیبات حاوی کربن) انرژی لازم را در اختیار یاخته قرار می‌دهد، فسفات‌های پر انرژی از قبیل آدنوزین تری فسفات را رها می‌کند.
برخی از اشکال تخمیر، مانند تخمیرهای مواد الکل، به عنوان فراورده فرعی، دی‌اکسید کربن تولید می‌کنند. رها شدن این گاز در جو به وسیله اشکال بی هوازی حیات، که به اکسیژن نیاز دارند، در تکامل فرایندهای سوخت و ساز بعدی، از جمله عمل تنفس سهیم‌اند.
در فرایند تخمیر الکلی نیز آ.ت. پ به میزان فراوان تولید می‌گردد.

## آدنوزین تری فسفات در مرحله دوم سوخت و ساز
بعد از عمل تخمیر، پیشرفت بعدی سوخت و ساز عبارت بود از چرخه مونوفسفات ششگانه (HMP). این عمل اساساً فرایندی بی هوازی است که به کمک انرژی حاصل از آدنوزین تری فسفات، هیدروژن را از قند آزاد می‌کند. دی‌اکسید کربن نیز به عنوان فراورده فرعی به دست می‌آید. نیمی هیدروژن مربوط به چرخه HMP از آب به دست می‌آید. این چرخه معرف مرحله‌ای نسبتاً پیشرفته (طی میلیون‌ها سال) است، زیرا، از دشوارترین راه به هیدروژن می‌رسد، نمایشگر دو روای است که عملاً تمامی هیدروژن آزاد از سیارهها فرار کرده‌است.

## منبع خورشیدی آدنوزین تری فسفات
سومین مرحله در این جریان تکاملی (سوخت و ساز)، احتمالاً تغییر ماده آلی به فسفات آلی به کمک نور (فرایندی که طی آن گیاهان سبز انرژی نورانی را به انرژی شیمیایی تبدیل می‌کنند)، یعنی استفاده مستقیم در تولید آ.ت. پ است. انجام این عمل مستلزم وجود ماده رنگی کلروفیل (پوروفیرین منیزیم) برای جذب نور، حضور مواد رنگین یاخته (پروتئین‌های آهن دار) برای تبدیل انرژی خارجی، یعنی نور خورشید، به انرژی ذخیره‌ای موسوم به آ.ت.پ است.

## جذب انرژی خورشیدی
همهٔ موجودات زنده انرژی خود را از نور خورشید کسب می‌کنند، اما فقط گیاهان سبز می‌توانند نور خورشید را مستقیماً به کار گیرند و با کمک مواد اولیه ساده‌ای، مانند دی‌اکسید کربن، آب و آمونیاک ترکیبات یاخته‌ای به وجود آورند. این فرایند نورساخت نامیده می‌شود. قسمت اعظم موجودات دیگر باید محصولات حاصل ار نور ساخت را به‌صورت غذا مورد استفاده قرار دهند، یعنی گیاهان استفاده کنند، یا موجوداتی را بخورند که خود با گیاهان تغذیه می‌شوند.

## دلایل واکنشهای شیمیایی ترکیبات غذایی
واکنش‌های شیمیایی مربوط به ترکیبات غذایی، شامل پروتئینها، قندها، چربیها، به دو منظور
متفاوت
صورت می‌گیرد، یعنی اینکه مواد پیچیده را به ترکیبات ساده‌تر تبدیل می‌کند و ضمن این عمل انرژی مورد نیاز برای انجام فعالیت‌های موجودات زنده را فراهم می‌آورند. موجودات زنده نیز با جذب یا ذخیره انرژی، مواد پیچیده تری تولید می‌کنند. فرایند اضمحلال مواد را کاتابولیسم و فرایند ساخت آن‌ها را آنابولیسم می‌گویند. مجموعه این دو فرایند را متابولیسم می‌گویند.

## نقش موجودات زنده در فرایند تولید انرژی
موجودات زنده نه می‌توانند انرژی را مصرف کنند نه می‌توانند آن را به وجود آورند، فقط قادرند انرژی را از حالتی به حالت دیگر تبدیل کنند. انرژی قابل استفاده، به صورت گرما به طبیعت باز گرداننده می‌شود. آزمایش‌های مربوط به گرما نمی‌تواند در سیستم‌های زیستی (هیدروژیکی) کار انرژی را انجام دهد، زیرا همه قسمت‌های یاخته اساساً دما و فشار یکنواختی دارند.

## سایر کارکردهای ATP در سلولها
تبدیل ATP به ADP و cAMP نقش مهمی در واکنش‌های سلولی به میانجی‌های شیمیایی (هورمونها، ایکوزانوئیدها، انتقال دهنده‌های عصبی و داروها) دارد، به عنوان مثال داروی دی پیریدامول افزایش سطح داخل سلولی cAMP به دنبال مهار آنزیمهایی مانند فسفودی استراز موجب بلوک پاسخ تجمع پلاکتی به ADP شده و نهایتاً اختلال در انعقاد خون ایجاد می‌شود.